# Заволжский ДОЗ
Заволжский деревообрабатывающий завод (Заволжский ДОЗ, ЗДОЗ) — советское и российское деревообрабатывающее предприятие. В 1950—1970-х годах завод был одним из градообразующих предприятий Заволжья. В настоящее время остаётся одним из крупнейших предприятий города.

## История
В 1947 году для обеспечения строительства Горьковской ГЭС и поселения рядом с ним строительными материалами приказом «ГорьковГЭСстроя» было организовано деревообрабатывающее предприятие.
Завод участвовал во многих стройках советского времени в составе отраслевого объединения «Главволговятскстроя» и треста «Стройдеталь». Предприятие занималось распиловкой круглого леса, производством погонажных изделий, выпуском окон и дверей. До начала 1970-х годов круглый пиломатериал получали лесосплавом по Волге, позже — вагонами по железной дороге.
К концу 1960-х годов предприятие включало в себя лесопильный цех, участки переработки круглого леса, столярное производство окон и дверей.
В 1972 году был введён в эксплуатацию фанерный цех, производящий строительную фанеру марки ФК, шпон, мебельные, эластичные элементы.
В советские годы основной специализацией предприятия было производство столярных изделий для строительства зданий соцкультбыта — школ, больниц, детских садов и т. д.
В 1992 году предприятие было преобразовано в Закрытое акционерное общество «Заволжский деревообрабатывающий завод», была проведена модернизация производства, организована проходная, перепрофилирована часть цехов.
В 1990-е годы основными направлениями деятельности стали производство деревянных окон для жилых домов и производство фанеры.
В 2004 году завод вошёл в рейтинг «100 лучших предприятий России», а также в число 50 крупнейших российских производителей фанеры.
В 2004—2005 годах было организовано производство деревянных евроокон. Предприятие одним из первых в России применило технологию комбинированного бруса.
В 2006 году на предприятии был запущен цех деревянного домостроения, полностью переоборудовано сушильное хозяйство.
В 2007—2008 годах был реконструирован фанерный цех, что позволило увеличить выпуск фанеры и берёзового шпона.
В 2011—2012 годах, после установки автоматических производственных линий, цех домостроения был перезапущен. 21 февраля 2012 года торжественное открытие нового цеха произвёл министр строительства Нижегородской области Владимир Николаевич Челомин.
С того момента деревянное домостроение остаётся основным направлением производства. Одним из крупнейших реализованных в этом направлении проектов является изготовление элементов для строительства деревянного храма высотой 29 метров в честь Пресвятой Живоначальной Троицы в селе Бармино, открытого в мае 2018 года.

## Награды
Государственные
- Переходящее Красное знамя (1980).[10]

Ведомственные
- Почётная грамота Госстроя России (2003).

Муниципальные
- Почётная грамота Министерства промышленности и инновация Нижегородской области (2014).
- Почётная грамота Министерства строительства Нижегородской области (2017).[11]